# Жеффруэ, Флориан
Флориан Жеффруэ (фр. Florian Geffrouais; род. 5 декабря 1988, Сен-Ло) — французский легкоатлет, специалист по многоборьям. Выступает за сборную Франции по лёгкой атлетике с 2007 года, чемпион Тихоокеанских игр в Самоа, победитель Кубка Европы в командном зачёте, чемпион и призёр первенств национального значения, участник ряда крупных международных стартов.

## Биография
Флориан Жеффруэ родился 5 декабря 1988 года в городе Сен-Ло департамента Манш.
Впервые заявил о себе в лёгкой атлетике на международном уровне в сезоне 2007 года, когда вошёл в состав французской национальной сборной и выступил на юниорском европейском первенстве в Хенгело, где в программе десятиборья закрыл двадцатку сильнейших.
В 2010 году одержал победу на чемпионате Франции в десятиборье. На Кубке Европы по легкоатлетическим многоборьям в Таллине стал бронзовым призёром в мужском командном зачёте, тогда как на чемпионате Европы в Барселоне занял итоговое 16-е место.
На чемпионате Франции 2011 года в Альби стал серебряным призёром, уступив только Ромену Баррасу. Помимо этого, показал двенадцатый результат на домашнем чемпионате Европы в помещении в Париже и на летней Универсиаде в Шэньчжэне.
В 2012 году на чемпионате Франции в Анже вновь превзошёл всех соперников и завоевал золото. На последовавшем чемпионате Европы в Хельсинки вынужден был досрочно завершить выступление и не показал никакого результата.
На Кубке Европы 2013 года в Таллине стал пятым в личном зачёте и помог своим соотечественникам выиграть общий командный зачёт.
В 2014 году победил на чемпионате Франции в Реймсе. На Кубке Европы в Торуне финишировать не смог, но французы при этом всё равно стали бронзовыми призёрами командного первенства. На чемпионате Европы в Цюрихе занял 13-е место.
На домашнем Кубке Европы в Обане стал четвёртым в личном зачёте и выиграл серебряную медаль командного зачёта.
В 2016 году на чемпионате Франции в Анже был вторым позади Бастьена Озея. На чемпионате Европы в Амстердаме набрал в сумме всех дисциплин десятиборья 6723 очка, расположившись в итоговом протоколе соревнований на 18-й строке.
В 2017 году взял бронзу в семиборье на зимнем чемпионате Франции в Бордо, установив при этом личный рекорд в данной дисциплине — 5833 очка. Представлял Францию и Новую Каледонию на Тихоокеанских мини-играх в Порт-Виле, одержав победу в прыжках с шестом и десятиборье.
В 2019 году завоевал золотую медаль в десятиборье на Тихоокеанских играх в Самоа.